# 섀코피

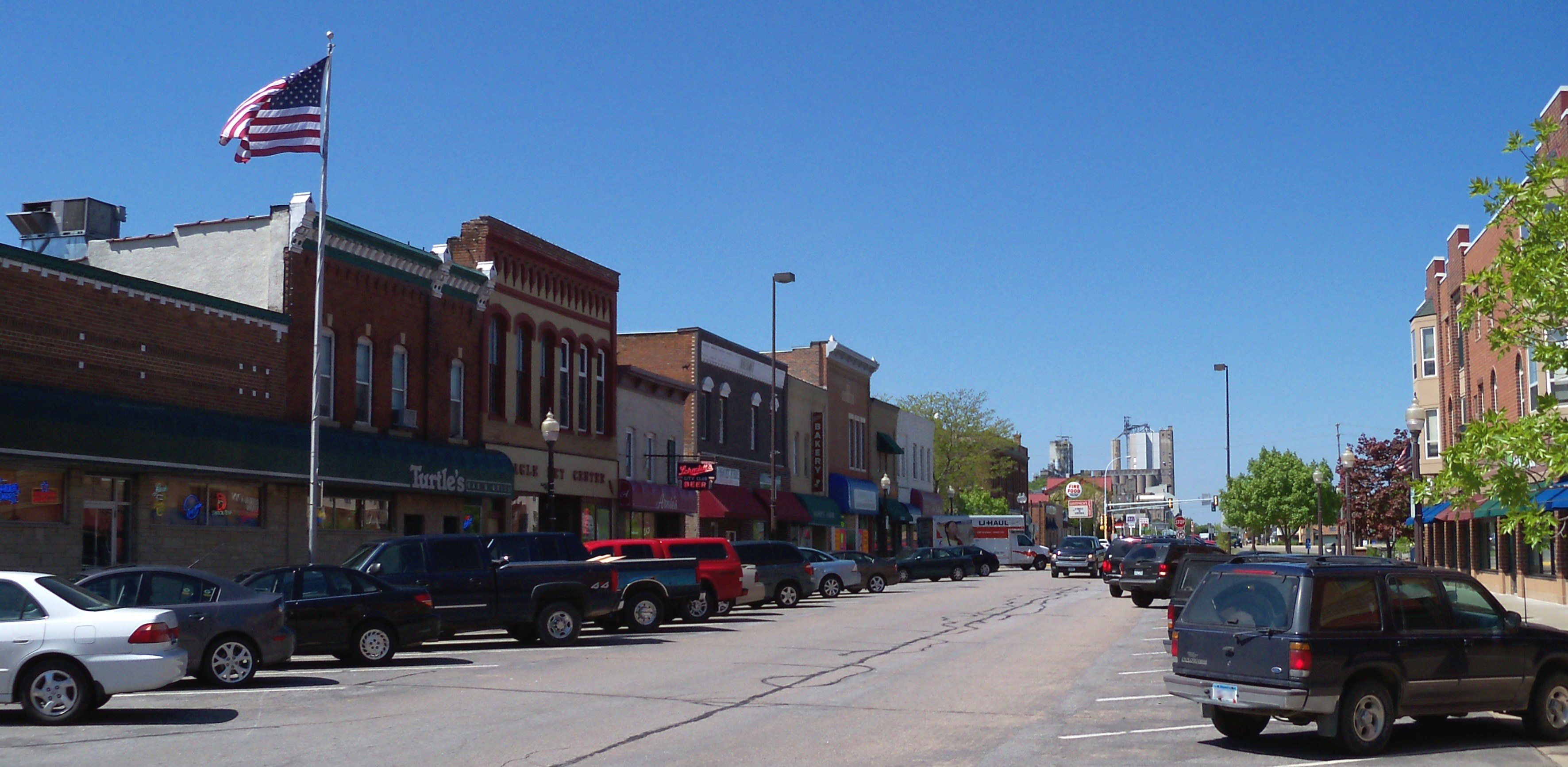
다운타운 섀코피

섀코피(Shakopee)는 미국 스콧군의 도시이자 군청 소재지이다. 미네소타강의 남쪽 강둑에 위치한 섀코피와 주변 지역들은 미니애폴리스-세인트폴의 남서쪽을 자리잡고 있으며 해당 지역의 인구 수 3,700,000명으로 따지면 미국 대도시권 중 16번째로 크다. 이 지역의 인구 수는 2020년 미국 인구 조사 기준으로 43,698명이다.

## 인구
| 인구조사                          | 인구   | Note  | %±     |
| --------------------------------- | ------ | ----- | ------ |
| 1860년                            | 1,138  |       | —      |
| 1870년                            | 1,349  |       | 18.5%  |
| 1880년                            | 2,011  |       | 49.1%  |
| 1890년                            | 1,757  |       | −12.6% |
| 1900년                            | 2,047  |       | 16.5%  |
| 1910년                            | 2,302  |       | 12.5%  |
| 1920년                            | 1,988  |       | −13.6% |
| 1930년                            | 2,023  |       | 1.8%   |
| 1940년                            | 2,418  |       | 19.5%  |
| 1950년                            | 3,185  |       | 31.7%  |
| 1960년                            | 5,201  |       | 63.3%  |
| 1970년                            | 6,876  |       | 32.2%  |
| 1980년                            | 9,941  |       | 44.6%  |
| 1990년                            | 11,739 |       | 18.1%  |
| 2000년                            | 20,568 |       | 75.2%  |
| 2010년                            | 37,076 |       | 80.3%  |
| 2020년                            | 43,698 |       | 17.9%  |
| 2021 (추산)                       | 44,547 | [ 1 ] | 1.9%   |
| U.S. Decennial Census 2020 Census |        |       |        |